# Валдір Еспіноза
Валдір Еспіноза (порт. Valdir Espinosa; 17 жовтня 1947, Порту-Алегрі — 27 лютого 2020, Ріо-де-Жанейро) — бразильський футбольний тренер.

## Кар'єра тренера
Розпочав тренерську кар'єру 1979 року, очоливши тренерський штаб клубу «Еспортіво» (Бенту-Гонсалвіс), після чого працював з командами «Сеара» та «Лондрина».
1980 року став головним тренером команди «Греміо», тренував команду з Порту-Алегрі чотири роки, і виграв з клубом Кубок Лібертадорес і Міжконтинентальний кубок у 1983 році, після чого тренував саудівський «Аль-Хіляль», ставши з ним чемпіоном країни, а повернувшись в «Греміо» виграв з ним ще Лігу Гаушу.
1987 року прийняв пропозицію попрацювати у парагвайському клубі «Серро Портеньйо». Загалом за свою кар'єру Еспіноза тричі очолював цю команду з Асунсьйона, тренуючи її у 1987—1988, 1992—1994 та 2007 роках, двічі приводячи клуб до чемпіонства у Парагваї (у 1987 і 1994 роках).
Після цього Еспіноза працював помічником Ренато Гаушо у «Васко да Гама» і залишився в клубі після того, як головний тренер був звільнений в травні 2007 року. Прихід в «Васко да Гама» ознаменувався хорошим стартом в чемпіонаті, серією з кількох перемог. Тепер як головному тренерові Еспінозі довелося зіткнутися з проблемою відновлення команди, був навіть ризик відставки, проте, команда отримала місце у Південноамериканському кубку у наступному році. Він очолював команду в шести матчах, виграв три, два зіграв унічию і один програв, зайнявши 10-те місце в чемпіонаті. Після закінчення чемпіонату тренер вирішив не продовжувати контракт, оскільки був звинувачений в спекуляції, що могло заплямувати йому репутацію перед наступним сезоном.
У 2009 році Еспіноза був помічником головного тренера Ренато Гаушо в «Флуміненсе». 12 лютого 2010 року Еспіноза оголосив про свій відхід зі спорту як тренера, але 2011 року відновив кар'єру, ставши тренером клубу «Дукі-ді-Кашіас». Втім через погані результати в Серії Б був звільнений у липні того ж року.
Крім того, Еспіноза працював коментатором на каналах «SporTV» і «Premiere FC» в період між 2008 та 2009 роками. У 2010 році він був коментатором на «Rádio Manchete» і був кандидатом у депутати штату Ріо-де-Жанейро від Демократичної робітничої партії. У 2012 році він повернувся на радіо і був коментатором на «Rádio Globo».
З початку 2016 року недовго очолював «Метрополітано», а 18 вересня 2016 року був призначений спортивним директором (порт. coordenador técnico) у «Греміо», де працював до 10 серпня 2017 року.

## Титули і досягнення
- Переможець Ліги Гаушу (1):

«Греміо»: 1986
- Переможець Ліги Каріока (1):

«Ботафогу»: 1989
- Чемпіон Парагваю (2):

«Серро Портеньйо»: 1987, 1994
- Володар Кубка Імператора (1):

«Токіо Верді»: 1997
- Володар Кубка Лібертадорес (1):

«Греміо»: 1983
- Володар Міжконтинентального кубка (1):

«Греміо»: 1983